# Compte enrere (pel·lícula de 2010)
Compte enrere (títol original en francès, À bout portant) és una pel·lícula de thriller d'acció francesa del 2010 dirigida per Fred Cavayé i protagonitzada per Gilles Lellouche, Roschdy Zem, Gérard Lanvin i Elena Anaya. La pel·lícula es va estrenar l'1 de desembre de 2010. S'ha doblat al català.

## Repartiment
- Gilles Lellouche com a Samuel Pierret
- Roschdy Zem com a Hugo Sartet
- Gérard Lanvin com el capità Patrick Werner
- Elena Anaya com a Nadia Pierret
- Mireille Perrier com la capitana Catherine Fabre
- Claire Pérot com l'oficial Anaïs Susini
- Moussa Maaskri com l'oficial Vogel
- Pierre Benoist com l'oficial Mercier
- Valérie Dashwood com l'oficial Moreau
- Virgile Bramly com l'oficial Mansart
- Nicky Naude com l'oficial Richert
- Adel Bencherif com a Luc Sartet
- Brice Fournier com a Marconi
- Jacques Colliard com a Francis Meyer